# 栀子苷
栀子苷（geniposide），又称为京尼平苷，分子式C17H24O10；其苷元为京尼平（genipin），是一种环烯醚萜葡萄糖苷类，主要存在于栀子、杜仲等植物中。京尼平作为天然交联剂，具有良好生物学活性。

## 应用

### 色素
栀子苷在β-葡萄糖苷酶的作用下，与伯氨基酸（甘氨酸、赖氨酸、苯丙氨酸）作用下发生聚合反应，生成栀子蓝。栀子蓝与螺旋藻中提取的藻青素为目前仅存的两种天然蓝色色素，其性质较稳定，已得到广泛应用。

### 医学
京尼平具有广泛的药理效应，如保肝利胆、抗炎、抗肿瘤、抗血栓、抗纤维化、治疗糖尿病和神经退行性疾病等，尤其在防治各类实验性肝病中得到了人们越来越多的关注，具有良好的临床应用前景。

#### 神经保护
越来越多的证据表明，栀子苷（geniposide）具有神经保护作用，这种益处可能源于其对 胰高血糖素样肽-1(GLP-1R) 受体的激动作用。当这种受体被激活时，会在细胞中诱导神经营养效应，如神经突生长，减少淀粉样蛋白斑块(類澱粉蛋白斑塊)，抑制τ蛋白磷酸化，预防记忆障碍以及减少突触损失，降低氧化应激以及慢性炎症反应。
这些作用在治疗阿尔茨海默病和帕金森病方面具有潜在的应用前景。

#### 类-抗抑郁作用
研究表明，栀子苷对于慢性不可知温和应激诱导的抑郁模型大鼠的抗抑郁效果和氟西汀相似。这种影响可能是栀子苷对于下丘脑–垂体–肾上腺(HPA)轴的作用从而调节实现的，而HPA轴功能障碍被认为与抑郁的发病机制有关。在抑郁状态下，血清中促肾上腺皮质激素与皮质醇水平会上升，同时下丘脑促肾上腺皮质素释放素基因表达。HPA轴的功能活动对于调节血清素 系统有着重要作用。当HAP轴活动水平过高时，将导致大量分泌皮质醇与促肾上腺皮质素释放素，反之，血清素系统将遭受下调并且活性下降。低血清素系统活性会导致海马体中的5-羟色胺(5-HT)反应性减弱。
栀子苷能够逆转皮质醇和下丘脑促肾上腺皮质素释放素基因的高水平表达，从而导致海马体中5-羟色胺(5-HT)和纹状体中5-羟吲哚乙酸 (5-HIAA)增加。

#### 抗氧化作用
栀子苷显示出适当的诱导内源抗氧化蛋白的能力，这些蛋白能够保护细胞对抗氧化应激的伤害。一项关于海马体神经元的研究显示栀子苷能够增强细胞保护作用，通过激活磷酸肌醇3-激酶 (PI3K)酶并且诱导红细胞相关因子-2 (NFE2L2)的核易位。
PI3K/Nrf2信号通路是一系列反应的触发器，如表达抗氧化酶血红素加氧酶 (HO-1)，超氧化物歧化酶 (SOD) 以及NAD(P)H醌脱氢酶1(NAD(P)H dehydrogenase quinone 1 (NQO1))，从而减少活性氧类 (ROS)的累积。

#### 抗炎症作用
一些研究已经表明栀子苷治疗炎症性疾病如关节炎的潜力，这是由于其对细胞因子和促炎症介质的影响。对于患关节炎的大鼠，口服给药栀子苷(30，60和120mg/kg)显示出降低辅助性T细胞17细胞因子如白细胞介素-2(IL-2)水平，以及增加肠系膜淋巴结淋巴细胞的调节性T细胞细胞因子，如白细胞介素-4 (IL-4)和转化生长因子β1(TGF beta 1)水平。 
另一项研究显示，栀子苷的作用可能通过免疫组织如肠相关淋巴组织(Gut-associated lymphoid tissue (GALT))的免疫调节而增强。发生调节时, 肠系膜淋巴结促进JNK-丝裂原活化蛋白激酶 (MAPKs)和p38 丝裂原活化蛋白激酶 (p38MAPKs) 信号联级放大的改善。在外周血淋巴细胞中可发现同样的通路。

#### 抗糖尿病作用
有研究报道栀子苷具有很强的降血糖效果，这可能是通过调节肝葡萄糖代谢相关酶实现的，如肝糖原磷酸化酶 (GP) 和葡萄糖-6-磷酸化酶 (G6Pase).
在慢性高血糖中，GP和G6Pase会被诱导。高血糖水平将会增加它们的表达和活性。从而导致肝葡萄糖产量增加与葡萄糖代谢失衡。
一项研究关于高脂饮食(HFD)-链脲佐菌素(STZ)致糖尿病小鼠模型给药200和400(mg/kg)剂量栀子苷显示出显著的降低体重，血糖，胰岛素和甘油三酯(TG)水平。在同样的糖尿病小鼠模型中观察到GP和G6Pase活性升高，但在相同的栀子苷处理组，其活性明显降低。